# El Dátil
El Dátil es una ranchería del municipio de Navojoa ubicado en el sur del estado mexicano de Sonora, en la zona del valle del río Mayo. Según los datos del Censo de Población y Vivienda realizado en 2010 por el Instituto Nacional de Estadística y Geografía (INEGI), El Dátil tiene un total de 446 habitantes.

## Geografía
El Dátil se sitúa en las coordenadas geográficas 27°5′25″ de latitud norte y 109°27′54″ de longitud oeste del meridiano de Greenwich, a una elevación de 36 metros sobre el nivel del mar.